# 阿科皮亞區
阿科皮亞區（西班牙語：Distrito de Acopía），是秘魯的一個區，位於該國南部庫斯科大區的阿科馬約省，始建於1944年11月11日，面積91.72平方公里，海拔高度3,715米，2005年人口2,603，人口密度每平方公里28人。